# Kuwanaspis arundinariae
Kuwanaspis arundinariae är en insektsart som beskrevs av Takahashi 1938. Kuwanaspis arundinariae ingår i släktet Kuwanaspis och familjen pansarsköldlöss. Inga underarter finns listade i Catalogue of Life.